# Международный аэропорт имени Мухаммеда V
Международный аэропорт имени Мухаммеда V (араб. مطار محمد الخامس الدولي‎, Matar Muhammad al-Khamis ad-Dowaly; бербер. ⴰⵣⴰⴳⵯⵣ ⴰⴳⵔⵖⵍⴰⵏ ⵎⵓⵃⵎⵎⴷ ⵡⵙ5; фр. Aéroport International de Mohammed V) (ИАТА: CMN, ИКАО: GMMN) — международный аэропорт, обслуживающий Касабланку, Марокко. Самый загруженный аэропорт в Марокко и седьмой по загруженности аэропорт в Африке, пассажиропоток более 9 млн человек в год. Располагает тремя пассажирскими и одним грузовым терминалами (пассажирские Терминал 1 — 76 000 м2, Терминал 2 — 66 000 м2, Терминал 3 — 4000 м2).
Расположен в провинции Нуасер. Аэропорт служит хабом для авиакомпаний Royal Air Maroc, Jetairfly, Air Arabia Maroc и RAM Express. Назван в честь короля Марокко Мухаммеда V.

## История

### 1940-е годы
Аэропорт Касабланка Мохаммед V был построен военными США в начале 1943 года во время Второй мировой войны в качестве вспомогательного аэродрома для аэропорта Анфа в Касабланке и был назван аэродром Беррехид. Аэродром обслуживал разнообразные военные перевозки в качестве перевалочного пункта на пути к аэродрому Порт-Ляутей и аэропорту Марракеша. Кроме того, это была конечная остановка трансатлантических маршрутов по Средней Атлантике через Азорские острова до Новой Шотландии и до аэродромов на восточном побережье США.

### 1950-е годы
Во время холодной войны, с начала 1950-х годов, на территории нынешнего аэродрома базировалась американская авиабаза Нуасер которая использовалась в качестве плацдарма для стратегических бомбардировщиков B-47 Stratojet развернутых в сторону СССР. Позже бомбардировщики были перемещены на авиабазу Бен-Герир, так же располагавшуюся на территории Марокко.
После обретения независимости Марокко в 1956 году правительство Мухаммеда V хотело, чтобы ВВС США вывели свои базы из Марокко. Соединенные Штаты согласились покинуть страну в декабре 1959 года, а к 1963 году полностью покинули Марокко, разместив свои бомбардировщики на базах в Испании.

### 1960-е годы
15 августа 1963 года американцы вернули аэропорт правительству Марокко. Вскоре аэропорт заработал на гражданские нужды.

## Трафик
Данные из запроса в Викиданные.
| 2001               | 2002               | 2003               | 2004                | 2005                | 2006                | 2007               | 2008              | 2009               |
| ------------------ | ------------------ | ------------------ | ------------------- | ------------------- | ------------------- | ------------------ | ----------------- | ------------------ |
| 3 515 189 - 1,55 % | 3 449 255 - 1,88 % | 3 395 668 - 1,55 % | 3 803 479 + 12,01 % | 4 456 639 + 17,17 % | 5 071 411 + 13,79 % | 5 858 192 +15,51 % | 6 209 711 +6,00 % | 6 392 789 + 2,95 % |

| 2010                | 2011              | 2012               | 2013               | 2014               | 2015               | 2016               | 2017               | 2018               | 2019 |
| ------------------- | ----------------- | ------------------ | ------------------ | ------------------ | ------------------ | ------------------ | ------------------ | ------------------ | ---- |
| 7 245 508 + 13,28 % | 7 290 314 +0,65 % | 7 186 331 - 1,43 % | 7 559 751 + 5,20 % | 7 971 705 + 5,45 % | 8 180 083 + 2,61 % | 8 616 474 + 5,36 % | 9 357 427 + 8,60 % | 9 748 567 + 4,18 % | +    |

## Наземный транспорт

### Рельсовый
Железнодорожное сообщение (с 04:00 до 23:00) предоставляется каждый час от железнодорожной станции порта Касабланка до аэропорта Касабланки. Железнодорожная станция располагается прямо под зданием аэропорта.

### Автомобильный
- Из Касабланки основной доступ по автомагистрали A3;
- Из Рабата по автостраде А1 через Тит Меллиль и шоссе N9;
- Из Бени-Меллаля по автостраде А4;
- Из Марракеша по автостраде А3 съезд 225 км;
- Из Эль-Джадиды по автомагистрали А1 и автомагистрали А3.[26]

## Авиакатастрофы и происшествия
- 1 апреля 1970 года самолет Royal Air Maroc Sud Aviation SE-210 Caravelle потерпел крушение на подходе к аэропорту Касабланки Мохаммед V, когда он потерял управление на высоте около 150 метров. Фюзеляж раскололся надвое. 61 человек из 82 пассажиров и членов экипажа погиб.[27][28]